# Manuel Ferraz de Campos Sales
Manuel Ferraz de Campos Sales ([manuˈew feˈʁas dʒi ˈkãpus ˈsalis]; 15. února 1841 Campinas – 28. června 1913 Santos) byl brazilský právník, majitel kávových plantáží a politik, čtvrtý prezident své země. Vystudoval práva v São Paulu roku 1863. Třikrát byl provinčním poslancem a jednou národním poslancem. V letech 1889-1891 byl ministrem spravedlnosti a v letech 1896–1897 guvernérem státu São Paulo. Prezidentský úřad vykonával v letech 1898 až 1902, během něj jeho vláda přijala přísná úsporná opatření.